# چارلز اودو اودامتی
چارلز اودو اودامتی (انگلیسی: Charles Addo Odametey; ۲۳ فوریهٔ ۱۹۳۷ – ۲۹ دسامبر ۲۰۰۶) بازیکن فوتبال اهل غنا بود.
از باشگاه‌هایی که در آن بازی کرده‌است می‌توان به باشگاه ورزشی هارتس آف اوک اشاره کرد.